# Caucasininae
Caucasininae es una subfamilia de foraminíferos bentónicos de la familia Caucasinidae, de la superfamilia Delosinoidea, del suborden Buliminina y del orden Buliminida. Su rango cronoestratigráfico abarca desde el Barremiense hasta la Actualidad.

## Discusión
Clasificaciones previas incluían Caucasininae en el suborden Rotaliina y/o orden Rotaliida.

## Clasificación
Caucasininae incluye a los siguientes géneros:
- Aeolomorphella †
- Aeolomorphelloides
- Aeolostreptis †
- Caucasina †
- Epistominitella †
- Francesita
- Tergrigorjanzaella †

Otros géneros considerados en Caucasininae son:
- Caucasinella †, considerado sinónimo posterior de Caucasina
- Terebro †, considerado subgénero de Caucasina, Caucasina (Terebro)